# 垂头万代兰
垂头万代兰（学名：Vanda alpina）为兰科万代兰属下的一个种。

## 扩展阅读
- 維基物種上的相關：垂头万代兰